# Park Wschodni
Park Wschodni (niem. Ostpark) – park w południowo-wschodniej części Wrocławia, na osiedlu Księże. Położony jest na obszarze zawartym pomiędzy ramionami rzeki Oława – Oława Dolna otacza park od północy, natomiast Oława Górna opływa park od wschodu i następnie południa, a zawracając ku północy, zamyka teren parku od zachodu, by na północno-zachodnim krańcu parku połączyć się z Oławą Dolną. Obie odnogi połączone są ponadto przecinającą park strugą, wypływającą z Oławy Górnej. Jest więc położony na dwóch wyspach, utworzonych przez odnogi rzeki Oława. Oprócz głównych ramion Oławy, przez park przebiega kilka mniejszych, nienazwanych cieków. Tylko niewielka część obszaru wyspy zachodniej zajęta jest pod nieduży zespół ogródków działkowych, położonych w północnej jej części. Jedyną, dostępną obecnie drogą do parku, jest gruntowa droga biegnąca od ulicy Krakowskiej, przez Most Parkowy. Wjazd na teren parku jest zabroniony, ale istnieje dojazd do ogródków działkowych. Przed mostem znajduje się nieduży, ogólnodostępny parking. Pieczę nad Parkiem Wschodnim sprawuje Zarząd Zieleni Miejskiej podległy Departamentowi Architektury i Rozwoju Urzędu Miejskiego Wrocławia. Obecna nazwa parku obowiązuje na podstawie § 1 pkt 4 uchwały nr LXXI/454/93 Rady Miejskiej Wrocławia z dnia 9 października 1993 roku w sprawie nazw parków i terenów leśnych istniejących we Wrocławiu.

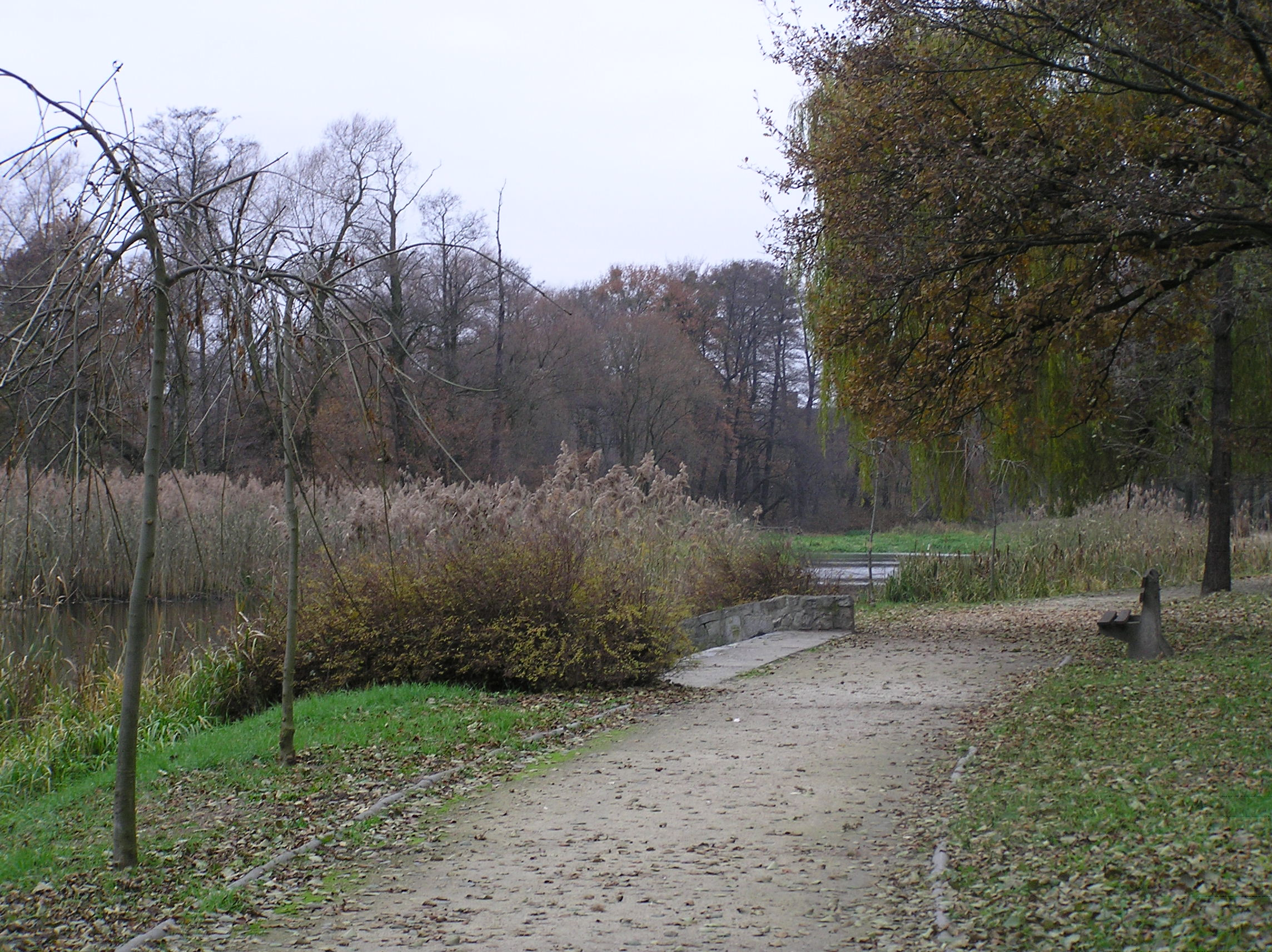
Park Wschodni, Górna Oława

Powierzchnia parku to ponad 30 ha, przy czym różne źródła podają rozbieżne wielkości powierzchni terenu zajmowanego przez park, np.
- 30 ha[4]
- 32,5 ha[5]
- 34 ha[6]
- 41 ha[7].

Sam park jest oddalony od zabudowań osiedli. Na północnym zachodzie znajduje się niewielkie osiedle Wilczy Kąt i dopiero znacznie dalej duże osiedle Rakowiec. Na południowym wschodzie, również w znacznym oddaleniu znajdują się zabudowania osiedle Księże Małe.
Park został zaprojektowany w latach 20. XX wieku. Projektantem był Paul Dannenberg - dyrektor ogrodnictwa miejskiego we Wrocławiu w latach 1921-28. W parku zobaczyć można pomnik poświęcony SA z 1935 roku. W obrębie parku znajduje się kilka mostków i kładek. Na wschodnim krańcu parku, znajduje się rozwidlenie rzeki Oława. Zobaczyć tu można dwa jazy kierujące przepływem wody w poszczególnych odnogach rzeki. Za jazami rozciągają się już niedostępne Tereny wodonośne Wrocławia. Na zachodzie, na Górnej Oławie, znajduje się pozostałość po moście, w postaci przyczółków i dwóch dźwigarów nośnych. Dźwigary zostały obecnie już zdemontowane. Most ten nazywał się Kładką Parkową i prowadził na tereny należące niegdyś do klubu sportowego Burza, w tym nieistniejącego obecnie basenu kąpielowego, funkcjonującego do lat osiemdziesiątych. W centralnej części parku znajduje się nieduży staw. W pobliżu został urządzony plac zabaw dla dzieci.
Park Wschodni i jego najbliższe okolicą są miejscem akcji opisanej w powieści autorstwa Wacława Grabkowskiego pod tytułem Park Wschodni. Opisane w powieści wydarzenia dzieją się w 2004 roku, a ich głównymi bohaterami są pracownicy parku.